# Équipe cycliste Dukla Praha
L'équipe cycliste Dukla Praha est une équipe cycliste basée à Prague en République tchèque avec le statut d'équipe continentale.

## Histoire de l'équipe
L'équipe a été créée en 2003 avec le statut d'équipe de troisième division.
En 2004, elle retourne au niveau amateur avant de revenir en troisième division en 2005.
En 2008, l'équipe redescend au niveau amateur tout en conservant les meilleurs coureurs de l'équipe ce qui lui permet d'obtenir de nouveau une licence continentale en 2011.

## Principales victoires

### Courses UCI
- Grand Prix Hydraulika Mikolasek : Alois Kaňkovský (2010)
- Miskolc GP : Alois Kaňkovský (2011)
- Tour du lac Taihu : Milan Kadlec (2012)
- Grand Prix Kralovehradeckeho kraje : Martin Hacecky (2012)
- Okolo Jiznich Cech : Jiří Hochmann (2012)
- Tour de Chine II : Alois Kaňkovský (2013)
- Tour de Nankin : Alois Kaňkovský (2013)
- Korona Kocich Gór : František Sisr (2015)

### Championnats nationaux
- Championnats de République tchèque sur route : 1
  - Course en ligne espoirs : 2015 (František Sisr)

## Classements UCI
En 2003, l'équipe est classée parmi les Groupes Sportifs III (GSIII). 
| Saison | Classement par équipes | Meilleur coureur au classement individuel |
| ------ | ---------------------- | ----------------------------------------- |
| 2003   | 54e (GSIII)            | Michael Mourecek (1315e)                  |

Depuis 2005, l'équipe participe aux circuits continentaux et principalement à des épreuves de l'UCI Europe Tour. Les tableaux ci-dessous présentent les classements de l'équipe sur les différents circuits, ainsi que son meilleur coureur au classement individuel.
UCI Africa Tour
| Saison | Classement par équipes | Meilleur coureur au classement individuel |
| ------ | ---------------------- | ----------------------------------------- |
| 2007   | 21e                    | Vojtech Hacecky (160e)                    |
| 2011   | 22e                    | Milan Kadlec (191e)                       |

UCI Asia Tour
| Saison | Classement par équipes | Meilleur coureur au classement individuel |
| ------ | ---------------------- | ----------------------------------------- |
| 2012   | 27e                    | Alois Kaňkovský (35e)                     |
| 2013   | 3e                     | Alois Kaňkovský (2e)                      |
| 2014   | 2e                     | Alois Kaňkovský (3e)                      |
| 2015   | 67e                    | Martin Bláha (226e)                       |

UCI Europe Tour
| Saison | Classement par équipes | Meilleur coureur au classement individuel |
| ------ | ---------------------- | ----------------------------------------- |
| 2005   | 95e                    | Stanislav Kozubek (332e)                  |
| 2006   | 107e                   | Milan Kadlec (614e)                       |
| 2007   | 110e                   | Martin Hacecky (712e)                     |
| 2011   | 96e                    | Jiří Hochmann (576e)                      |
| 2012   | 70e                    | Jiří Hochmann (229e)                      |
| 2013   | 113e                   | Alois Kaňkovský (650e)                    |
| 2014   | 109e                   | Jiří Hochmann (416e)                      |
| 2015   | 93e                    | František Sisr (200e)                     |
| 2016   | 138e                   | Martin Bláha (1820e)                      |

## Dukla Praha en 2015[5]
| Cycliste         | Date de naissance | Nationalité | Équipe 2014 |  |
| ---------------- | ----------------- | ----------- | ----------- |  |
| Simin Adamek     | 16 octobre 1995   | Tchéquie    |             |  |
| Martin Bláha     | 12 septembre 1977 | Tchéquie    | Dukla Praha |  |
| Roman Furst      | 5 mai 1991        | Tchéquie    | Dukla Praha |  |
| Vojtěch Hačecký  | 29 mars 1987      | Tchéquie    | Dukla Praha |  |
| Jiří Hochmann    | 1er octobre 1986  | Tchéquie    | Dukla Praha |  |
| Michael Kohout   | 18 janvier 1996   | Tchéquie    |             |  |
| Jan Kraus        | 23 janvier 1993   | Tchéquie    | Dukla Praha |  |
| Nicolas Pietrula | 5 août 1995       | Tchéquie    | Dukla Praha |  |
| Denis Rugovac    | 3 avril 1993      | Tchéquie    | Dukla Praha |  |
| Ondřej Rybín     | 12 mai 1993       | Tchéquie    | Dukla Praha |  |
| František Sisr   | 17 mars 1993      | Tchéquie    | Dukla Praha |  |

### Victoires
| Date       | Course                                              | Pays      | Classe | Vainqueur      |
| ---------- | --------------------------------------------------- | --------- | ------ | -------------- |
| 20/06/2015 | Korona Kocich Gór                                   | Pologne   | 1.2    | František Sisr |
| 28/06/2015 | Championnat de République tchèque sur route espoirs | Slovaquie | CN     | František Sisr |